# Музей изящных искусств (Ницца)
Музей изящных искусств — муниципальный музей в городе Ницца (Франция). Музей носит имя Жюля Шере, известного художника и графика, основоположника современного плаката, умершего в Ницце в 1932 году. В музее представлена важная коллекция его произведений.

## Дворец
В 1878 году князь Лев Викторович Кочубей, тайный советник с 1859 года российского императора Александра II, перебрался со своей женой, Елизаветой Васильевной, в Ниццу. Княгиня приобрела землю, и по её поручению с 30 мая начал возводиться особняк в стиле неоренессанса.
В 1881 году дворец ещё не был завершён. Возможно, медленные темпы работ стали причиной решения княгини продать особняк ещё на стадии строительства. 18 апреля 1883 года дворец был приобретён американским промышленником Джеймсом Томпсоном. На завершающем же этапе строительства работами руководил итальянский архитектор Константин Скала. Томпсон вкладывал собственные немалые средства, чтобы дворец приобрёл вид по его вкусу. Он умер в нём 11 декабря 1897 года. Дворец был продан в 1920 году.
В 1925 году особняк приобретают городские власти Ниццы, чтобы разместить там музей изобразительных искусств. В 1928 году музей был открыт в здании дворца.
Фасады в стиле генуэзского маньеризма и крыша дворца были объявлены историческим памятником 17 декабря 1976 года.

## Музей
Начало музею положил император Франции Наполеон III в 1860 года, когда в ознаменование присоединения Ниццы к Франции приподнёс в дар городу несколько картин. Они были тогда размещены в зданиях префектуры и городской библиотеки. Затем они сменили ещё несколько мест, пока городские власти не выкупили особняк Томпсона и не открыли там музей.
Коллекции музея пополнялись за счёт частных пожертвований коллекционеров предметов искусства.

## Коллекции
Предметы искусства из собрания музея экспонируются на двух этажах дворца. В двух залах на первом этаже представлены произведения XVII—XVIII веков, в том числе таких художников, как Жан-Оноре Фрагонар, Юбер Робер, Донато Крети. В третьем зале выставлены картины мастеров из семьи Ван Лоо. Наиболее известный из них, Шарль, родившийся в Ницце в 1705 году, был придворным живописцем. Большая галерея посвящена салонной живописи XIX века, выход из этого зала ведёт в зимний сад, где располагается скульптура Огюста Родена «Бронзовый век» (1877 год).
Вдоль лестницы на второй этаж размещены плакаты Жюля Шере, сменяемые каждые 3 месяца. Верхний этаж посвящён живописи XIX — начала XX века, есть также некоторые образцы скульптуры. Среди художников, представленных там, можно выделить Пьера Боннара, Люка-Оливье Мерсона, Эжена Будена, импрессионистов Клода Моне, Альфреда Сислея. Также здесь имеется зал, целиком отданный под экспозицию работ Жюля Шере.
Также отдельный зал отведён под собрание работ Рауля Дюфи, чья жена Эжени Бриссон, уроженка Ниццы, завещала родному городу большую коллекцию преимущественно поздних работ своего мужа. Она состоит из 28 картин маслом, 97 рисунков и гравюр, керамики и тканей.